# 波爾納

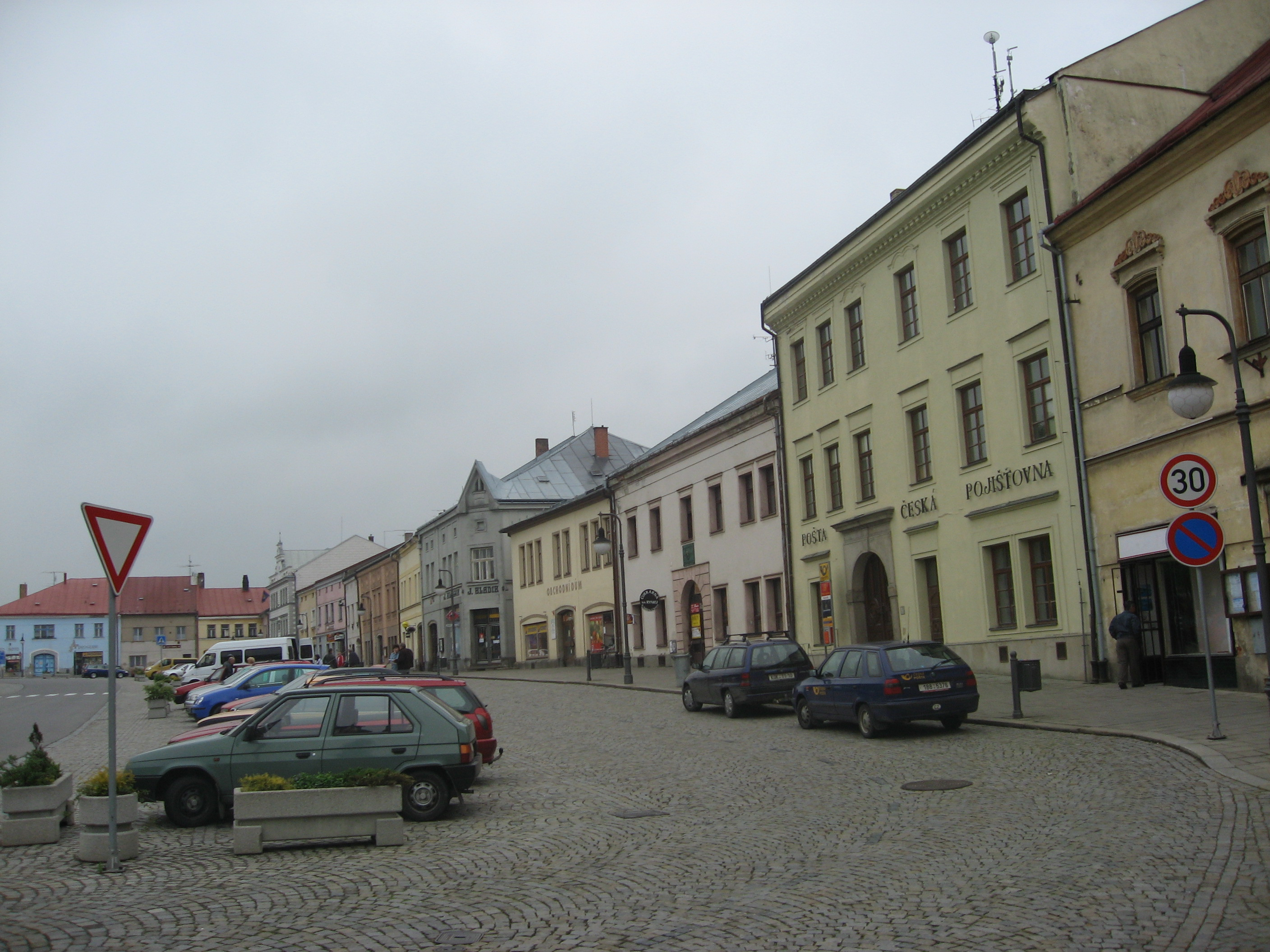

波爾納是捷克的城鎮，位於該國中部，距離伊赫拉瓦14公里，由維索基納州負責管轄，面積37.77平方公里，海拔高度490米，鎮上的城堡建於1320年左右，2012年人口5,142。

## 外部連結
- Municipal website （页面存档备份，存于） (cz)